# Севі (Тува)
Сільське поселення (сумон) Севі (Германовка) (тув.: …) входить до складу Пій-Хемського кожууна Республіки Тива Російської Федерації. Має статус центру сумона. Відстань до Турана 78 км, до Кизила – 91 км, до Москви – 3897 км.

## Населення
Населення сумона станом на 1 січня року
| Рік    | 2011 | 2012 | 2013 | 2014 | 2015 |
| ------ | ---- | ---- | ---- | ---- | ---- |
| Насел. | 386  | 380  | 376  | 378  | 377  |